# Джессіка Маколей
Джессіка Маколей (англ. Jessica Macaulay, 10 листопада 1992) — британська стрибунка у воду.
Призерка Чемпіонату світу з водних видів спорту 2019 року.